# Ghigo
Ghigo  è un nome proprio di persona italiano maschile.

## Origine e diffusione
Dal nome medievale Ghigo, che, per tramite del francese Guigue, rappresenta un'italianizzazione del nome germanico Wigo, dal significato di lotta, battaglia (la radice è l'antico alto tedesco wig, riscontrabile anche nei nomi Ludovico e Luigi).
Ai giorni nostri, tuttavia, il nome Ghigo svolge più spesso la funzione di ipocoristico di vari nomi di persona, soprattutto nel caso di quei nomi che terminano per -ico o -igo (ad es. Arrigo, Enrico, Federico, Rodrigo, etc): l'onomastica germanica, in particolar modo, è ricca di nomi terminanti in -ico o -igo, trattandosi di due suffissi pressoché interscambiabili l'uno con l'altro (si pensi ai casi di Federico e Rodrigo, anche noti come Federigo e Roderico).

## Onomastico
Il nome è adespota, cioè non è portato da alcun santo. L'onomastico si può dunque festeggiare il 1º novembre.

## Persone
- Ghigo I d'Albon (1000 circa - 1070), conte di Albon
- Ghigo II d'Albon (1025 - 1079), figlio di Ghigo I, conte di Albon
- Ghigo III d'Albon (tra il 1050 e il 1060 - 1133), figlio di Ghigo II, conte di Albon
- Ghigo IV d'Albon ( ? - 1142), figlio di Ghigo III, conte di Albon
- Ghigo V d'Albon (1125 circa - 1162), figlio di Ghigo IV, conte di Albon e primo delfino del Viennois
- Ghigo VI del Viennois (1184 – 1237), figlio di Beatrice d'Albon (a sua volta figlia di Ghigo V) e di Ugo III di Borgogna, delfino del Viennois e conte di Albon
- Ghigo VII del Viennois, (1225 – 1269), delfino del Viennois e conte di Albon
- Ghigo VIII de la Tour-du-Pin (1309 – 1333), delfino del Viennois
- Ghigo Agosti, nome completo Arrigo Riccardo Agosti, cantante, compositore e musicista italiano
- Ghigo De Chiara, (1921 - 1995), drammaturgo, critico letterario e regista italiano
- Ghigo Renzulli, nome completo Federico Renzulli, chitarrista italiano

## Il nome nelle arti
- Ghigo è il nome italiano di un personaggio dell'anime Let's & Go - Sulle ali di un turbo.

## Toponimi
- Ghigo è una frazione del comune di Prali.
- Tetto Ghigo è una frazione del comune di Roccavione.